# 1487
1487 (MCDLXXXVII) — невисокосний рік, що починається в суботу за григоріанським календарем. Це 1487 рік нашої ери, 487 рік 2 тисячоліття, 87 рік XV століття, 7 рік 9-го десятиліття XV століття, 7 рік 1480-х років.
Пізнє Середньовіччя •  Відродження •  Реконкіста •  Ганза •  Ацтецький потрійний союз •  Імперія інків

## Геополітична ситуація
Османську державу очолює Баязид II (до 1512). Імператором Священної Римської імперії є Фрідріх III. У Франції королює Карл VIII Люб'язний (до 1498).
Апеннінський півострів розділений: північ формально належить Священній Римській імперії, середню частину займає Папська область, південь належить Неаполітанському королівству. Могутними державними утвореннями півночі є Венеційська республіка, Флорентійська республіка, Генуезька республіка та герцогство Міланське.
Кастилія і Леон та Арагонське королівство об'єднані в Іспанське королівство, де правлять католицькі королі Фердинанд II Арагонський (до 1516) та Ізабелла I Кастильська (до 1504).
В Португалії королює Жуан II (до 1495). Під владою маврів залишилися тільки землі на самому півдні Піренейського півострова.
Генріх VII є королем Англії (до 1509), королем Данії та Норвегії — Юхан II (до 1513), Швецію очолює регент Стен Стуре Старший (до 1497). Королем Угорщини є Матвій Корвін (до 1490), а Богемії — Владислав II Ягелончик. У Польщі королює, а у Великому князівстві Литовському княжить Казимир IV Ягеллончик (до 1492).
Галичина входить до складу Польщі. Волинь належить Великому князівству Литовському. Московське князівство очолює Іван III Васильович (до 1505).
На заході євразійських степів від Золотої Орди відокремилися Казанське ханство, Кримське ханство, Ногайська орда. У Єгипті панують мамлюки. У Китаї править Чжу Ютан (до 1505) з династії Мін. Значними державами Індостану є Делійський султанат, Бахмані, Віджаянагара. В Японії триває період Муроматі.
У Долині Мехіко править Ацтецький потрійний союз на чолі з Ахвіцотлем (до 1502). Цивілізація мая переживає посткласичний період. В Імперії інків править Тупак Юпанкі (до 1493).

## Події
- Розпочалася Московсько-литовська війна. Перехід до Московії князів Воротинських, Белевських і В'яземських з володіннями.
- Відбувся похід московської армії на Казань. Повалений Алі-хан і поставлений ханом прихильник Москви Мухаммед-Емін, який визнав васальну залежність від Московії.
- Розпочалося будівництво Московського Кремля італійськими архітекторами.
- Чеський сейм ухвалив рішення, що забороняло відхід селян від своїх панів.
- Штефан III Великий — господар Молдавського князівства, визнав залежність від Османської імперії.
- Англійський король Генріх VII створив Зоряну палату для суду над бунтівниками.
- Посланець португальського короля Перу да Ковільян вирушив у подорож, у ході якої він побував на Малабарському узбережжі Індії, у містах Східної Африки і на Мадагаскарі.
- Війська католицьких королів узяли в облогу Малагу в ході кампанії за відвоювання Іспанії у мусульман. Облога тривала 4 місяці. В ході облоги були вперше застосовані засоби вивозу поранених з поля бою. Облога завершилася 13 серпня взяттям міста.
- Березень — ерцгерцог Австрії Сигізмунд, в основному через погані рекомендації радників, оголосив війну Венеції і захопив срібні копальні в районі Вальсуганавої долини.
- У серпні португальський мореплавець Бартоломеу Діаш залишив Лісабон і вирушив у подорож, метою якої було знайти південний край Африканського континенту.
- 9 вересня Чжу Ютан став імператором Китаю (Династія Мін).
- 30 листопада Альбрехт IV, герцог Баварії оприлюднив Райнгайтсгебот, вказавши три компоненти — воду, солод і хміль — для приготування пива.
- Опубліковано Молот відьом.
- У Теночтітлані з численними людськими жертвами освячено Темпло Майор (Велику храмову піраміду).

## Народились
Див. також: Категорія:Народились 1487

## Померли
Див. також: Категорія:Померли 1487